# Zanotta (azienda)
La Zanotta è un'azienda italiana del settore dell'arredamento, celebre soprattutto per il suo contributo all'evoluzione del design italiano negli anni cinquanta e anni sessanta.

## Storia
Fondata da Aurelio e Emilio Zanotta, l'azienda ha cominciato subito a coinvolgere nel processo produttivo note firme del design italiano e dell'architettura. Tra questi, Achille Castiglioni, Gae Aulenti, Marco Zanuso, Ettore Sottsass, Joe Colombo, Alessandro Mendini, Piero Gatti - Cesare Paolini - Franco Teodoro, Andrea Branzi, Giuseppe Terragni, Carlo Mollino, De Pas-D'Urbino-Lomazzi, Enzo Mari, Bruno Munari, Ross Lovegrove.
Il successo dell'azienda nel campo del design è stato riconosciuto con quattro Compassi d'oro: il primo, nel 1968, per capanno Guscio di Roberto Menghi, il secondo nel 1979 per l'appendiabiti Sciangai di De Pas, D'Urbino, Lomazzi, il terzo, nel 1987, per la celebre sedia Tonietta di Enzo Mari, il quarto, nel 2020, per Sacco di Piero Gatti, Cesare Paolini e Franco Teodoro.
A partire dal 1989, l'azienda ha affiancato alla collezione una seconda linea di prodotti, Zanotta Edizioni, meno legata al design industriale e maggiormente influenzata dall'arte applicata. La produzione per questa linea è in larga parte svolta con tecniche artigianali, ed è in serie limitata.
Zanotta produce con diverse tecnologie, senza vincolarsi ad un solo tipo di materiale o processo come altre aziende dello stesso settore (ad esempio, Bonacina Pierantonio o Kartell), spaziando dai metalli alle plastiche, pietre, tessuti e legnami.
Diversi pezzi di Zanotta sono esposti al MoMA, al Metropolitan Museum di New York, al Centro Pompidou di Parigi, al Design Museum di Londra, al Taideteollisuusmuseo Konstindustrimuseet di Helsinki e al Vitra Design Museum di Weil am Rhein.
Nel 2017 l'azienda italiana di mobili Tecno di Giuliano Mosconi ha acquistato l'80% delle azioni di Zanotta. Nell'aprile 2023 Zanotta è stata acquisita da Cassina entrando così a far parte del gruppo Haworth Lifestyle Design insieme ad altri prestigiosi marchi Cappellini, Ceccotti, Karakter, Poltrona Frau, Luxury Living, JANUS Et Cie, Luminaire e Interni.

## Collezione
Tra i pezzi più celebri possono essere citati:
- sedile Allunaggio, Achille Castiglioni e Pier Giacomo Castiglioni, 1966
  - Selezione Compasso d'Oro 1981
- poltrona Karelia, Liisi Beckmann, 1966
- capanno Guscio, Roberto Menghi
  - Compasso d'Oro 1968
- poltrona Sacco, Gatti-Paolini-Teodoro, 1968
  - Selezione Compasso d'Oro 1970
  - Premio BIO 5 Ljubljana 1973
  - Compasso d'Oro 2020
- Consolle Quaderna, Superstudio, 1971
  - Medaglia d'Oro M.I.A 1971
- appendiabiti Sciangai, De Pas, D'Urbino, Lomazzi, 1973
  - selezione Fiat Italia Design 1978
  - Compasso d'Oro 1979
  - Premio BIO 9 Ljubljana 1981
- tavolino Cumano, Achille Castiglioni e Pier Giacomo Castiglioni, 1977
- sedia Tonietta, Enzo Mari, 1985
  - Compasso d'Oro 1987
- chaise longue Soft, Werner Aisslinger, 1999
- mobile Joy, Achille Castiglioni e Pier Giacomo Castiglioni, 1989
- sedia Sella, Achille Castiglioni e Pier Giacomo Castiglioni, 1957
- sedia Mezzadro, Achille Castiglioni e Pier Giacomo Castiglioni, 1957
- poltrona gonfiabile Blow, De Pas-D'Urbino-Lomazzi-Scolari, 1967
- tavolo Marcuso, Marco Zanuso, 1969
- tavolo Arabesco, Carlo Mollino, progetto del 1949
- poltrona Fly, Marc Robson, 2002
  - Good Design Award 2003
  - premio BIO 9 Ljubljana 2004
- poltrona Brasilia, Ross Lovegrove, 2003
- pouf Globulo, Fabrizio Bertero e Andrea Panto, 1999
  - Selezione Premio AMI Zurigo 2000
- armadietti Speed, Carlo Colombo, 2004
  - Elle Decoration International Design nel 2005